# Hestina persimilis
Hestina persimilis är en fjärilsart som beskrevs av John Obadiah Westwood 1850. Hestina persimilis ingår i släktet Hestina och familjen praktfjärilar. Inga underarter finns listade i Catalogue of Life.

## Bildgalleri

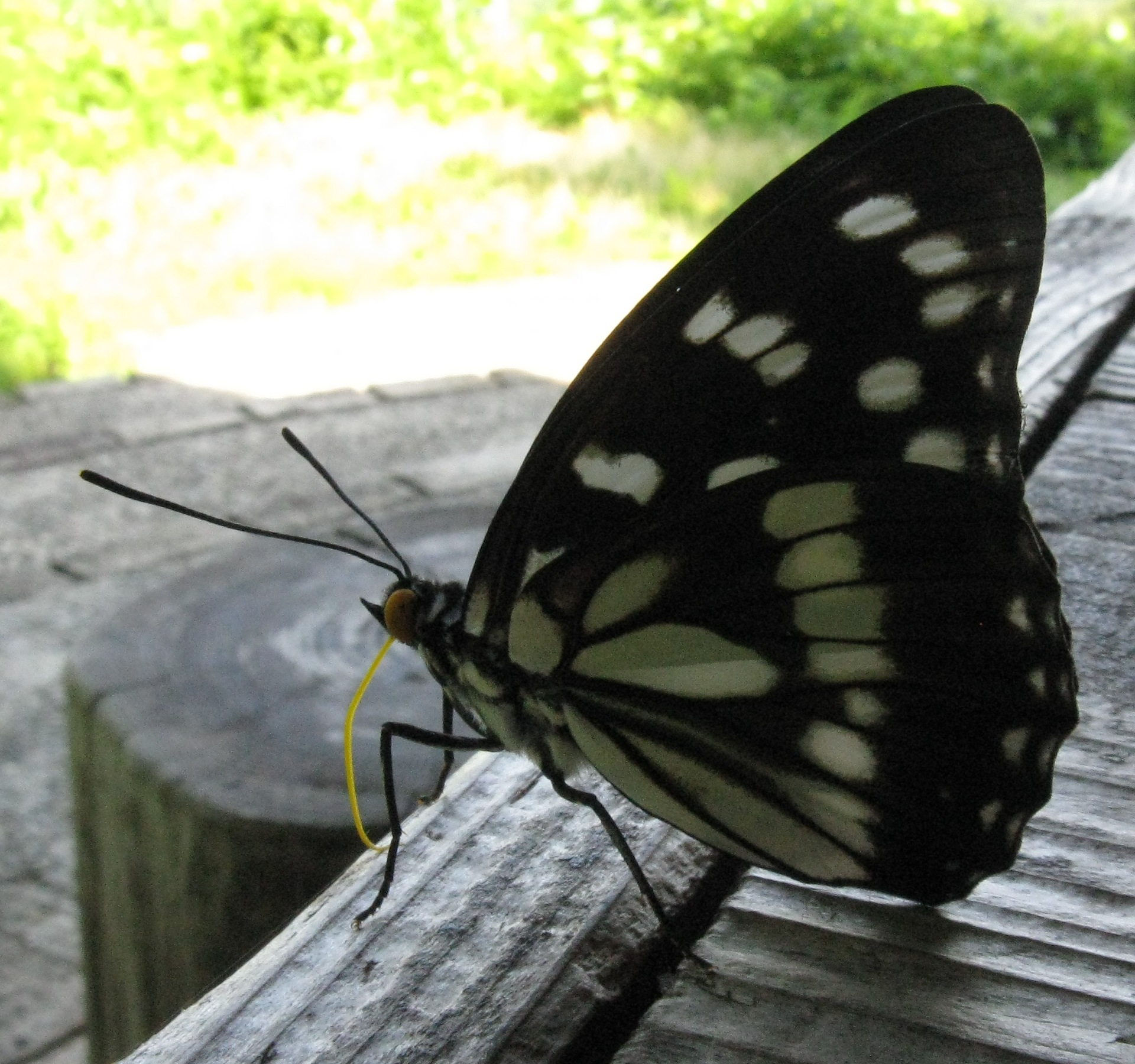
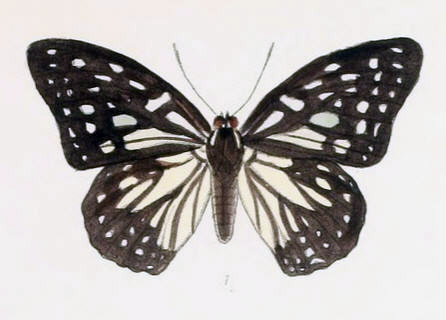
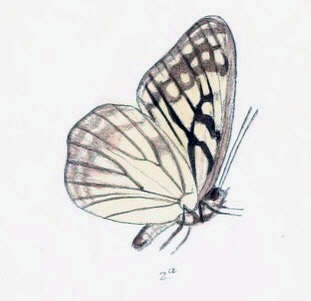